# Mobb
I Mobb sono stati un duo hip hop sudcoreano formatosi a Seul nel 2016. Il duo era composto da Mino dei Winner e Bobby degli Ikon.

## Storia
I Mobb hanno fatto il loro debutto con l'uscita dell'EP composto da quattro tracce, chiamato The Mobb. Il video musicale per l'assolo di Bobby H (HOLUP!) è stato pubblicato il 7 settembre 2016 e il video musicale per l'assolo di Mino 몸 (BODY) è stato pubblicato l'8 settembre. Il 9 settembre, video musicali sono stati pubblicati come singoli collaborativi ovvero Full House e Hit Me. Il profilo del duo è stato rimosso dal sito web della YG Entertainment nel 2019, confermando il loro scioglimento.

## Formazione
- Mino – voce, rap (2016-2019)
- Bobby – voce, rap (2016-2019)

## Discografia

### EP
- 2016 – The Mobb

## Riconoscimenti
- Mnet Asian Music Award[4]
  - 2016 – Candidatura Best Collaboration per Hit Me
  - 2016 – Candidatura Song of the Year per Hit Me
- Seoul Music Award
  - 2017 – Best Hip-Hop/Rap Artist[5]